# Bernard Vandermeersch
Bernard Vandermeersch, né en 1937 à Wervicq dans le département du Nord, est un paléoanthropologue français, spécialiste de l'Homme de Néandertal.

## Biographie
Bernard Vandermeersch naît en 1937 à Wervicq dans le département du Nord. Il étudie la paléontologie à la faculté des sciences de Paris où il soutient sa thèse de doctorat sous la direction de Jean Piveteau en 1963. Il est assistant puis maître assistant de 1964 à 1983 au laboratoire de paléontologie des vertébrés de l'université Pierre-et-Marie-Curie).
Puis il développe le laboratoire d'anthropologie de l'université Bordeaux-I où il est professeur de 1983 jusqu'à son départ à la retraite en 2001 et crée l’unité de recherche du Centre national de la recherche scientifique « Origine et Évolution d'Homo sapiens ».
De 1972 à 1984, il est directeur des Antiquités préhistoriques de Poitou-Charentes. Il est également membre du Comité des travaux historiques et scientifiques,, et cofondateur avec Jean Perrot de la revue Paléorient.

## Travaux
Il participe en France aux campagnes de fouille des grottes d'Arcy-sur-Cure dans l'Yonne, du Regourdou à Montignac en Dordogne, de la grotte de Rigabe à Artigues dans le Var, du Petit-Puymoyen et de l'Aven de Marillac en Charente, et des sites de Saint-Césaire en Charente-Maritime,.
Dans le cadre du programme de recherche « Évolution des populations et des cultures, au Levant, de la fin du Paléolithique inférieur au début du Paléolithique supérieur », il dirige en Israël les fouilles de la grotte de Qafzeh où le rejoint Ofer Bar-Yosef. Ils dirigent ensemble les fouilles de la grotte de Kébara et du site d'Hayonim,. 
Bernard Vandermeersch a démontré la présence, dans les populations moustériennes (Paléolithique moyen) du Levant, à la fois d'Homo sapiens et de l'Homme de Néandertal,.

## Liste sélective de publications
- Arensburg, B., Tillier, A.-M., Vandermeersch, B., Duday, H., Schepartz, L.A. et Rak, Y. (1989) - « A Middle Palaeolithic human hyoid bone », Nature, 338,  p. 758-760.
- Ofer Bar-Yosef et Vandermeersch, B., (dir.) (1991) - Le squelette moustérien de Kébara 2, Paris, CNRS, Cahiers de paléoanthropologie, 197 p.
- Sandrine Costamagno, Meignen, L., Beauval, C., Vandermeersch, B. et Maureille, B. (2006) - « Les Pradelles (Marillac-le-Franc, France) : A mousterian reindeer hunting camp ? », Journal of Anthropological Archaeology, 25,  p. 466–484.
- Delagnes, A., Tournepiche, J.-F., Armand, D., Desclaux, E., Diot, M.-F., Ferrier, C., Le Fillâtre, V. et Vandermeersch, B. (1999) - « Le gisement Pléistocène moyen et supérieur d'Artenac (Saint-Mary, Charente) : premier bilan interdisciplinaire », Bulletin de la Société préhistorique française, t. 96, n° 4, p. 469-496.
- Lévêque, F. et Vandermeersch, B. (1981) - « Les restes humains de Saint-Césaire (Charente-Maritime) », Bulletins et Mémoire de la Société anthropologique de Paris, sér. XIII, 8, p. 103-104.
- Bruno Maureille et Vandermeersch, B. (2007) - « Les sépultures néandertaliennes », in: Les Néandertaliens, biologie et cultures, Vandermeersch, B. et Maureille, B., (dir.), Paris, Éditions du Comité des travaux historiques et scientifiques, Documents préhistoriques 23, p. 311-322.
- Meignen, L. et Vandermeersch, B. (1986) - « Le gisement moustérien de Marillac (Charente) couches 9 et 10. Caractéristiques des outillages, économie des matières premières », in : 111e Congrès national des sociétés savantes, Pré- et Protohistoire, Poitiers, p. 135-144.
- Valladas, H., Vandermeersch, B. et Bar-Yosef, O. (1988) - « L'évolution de l'homme : les surprises du Proche-Orient », La Recherche, vol. 19, n° 201, p. 966-968.
- Vandermeersch, B. (1976) - « Les Néandertaliens en Charente », in : La Préhistoire française, Lumley, H. de, (dir.), CNRS, vol. I, 1, p. 584-586.
- Vandermeersch, B. (1995) - « L'Homme : étude d'une incisive déciduale », in : Le gisement paléolithique moyen de la grotte des Cèdres (Var), Defleur, A. et Crégut-Bonnoure, E., (dir.), Paris, DAF 49, Maison des sciences de l'Homme, p. 49-52.
- Vandermeersch, B. (2007) - « Les Néandertaliens du Proche-Orient et de l'Asie du Sud-Ouest », in : Les Néandertaliens, biologie et cultures, Vandermeersch, B. et Maureille, B., (dir.), Paris, Éditions du Comité des travaux historiques et scientifiques, Documents préhistoriques 23, p. 87-94.
- Vandermeersch, B., (dir.) (2008) - Première humanité, gestes funéraires des Néandertaliens, Réunion des musées nationaux, catalogue de l'exposition du Musée national de Préhistoire, 28 juin - 12 octobre 2008, 142 p.
- Vandermeersch, B. et Maureille, B., (dir.) (2007) - Les Néandertaliens, biologie et cultures, Paris, Éditions du Comité des travaux historiques et scientifiques, Documents préhistoriques 23, 342 p.
- Vandermeersch, B. et Jean-Jacques Hublin (2007) - « Les derniers Néandertaliens », in : Les Néandertaliens, biologie et cultures, Vandermeersch, B. et Maureille, B., (dir.), Paris, Éditions du Comité des travaux historiques et scientifiques, Documents préhistoriques 23, p. 109-115.
- Villemeur, I., Trinkaus, E. et Vandermeersch, B. (1990) - « Comparaisons des avantages mécaniques de la flexion du pouce chez les Néandertaliens et chez les hommes modernes », in: Les Moustériens charentiens, Colloque international, Brive - La-Chapelle-aux-Saints, 26-29 août 1990, résumé des communications, p. 81-83.